# Rita Johnson
Rita Johnson (ur. 13 sierpnia 1913, zm. 31 października 1965) – amerykańska aktorka filmowa.

## Filmografia
- 1939: Honolulu
- 1941: Awantura w zaświatach
- 1945: Szulerzy na pokładzie